# Misia Pepa (cuento)
Misia Pepa es el nombre de un libro de cuentos infantil del género fábula del autor uruguayo radicado en Argentina Constancio C. Vigil, cuya protagonista es una cotorra.

## El personaje
Misia Pepa es una cotorra aparentemente de la especie cotorra argentina o Cata del Paraguay, con ciertas características antropomorfas (usa sombreros, lleva carteras y paraguas, viste con polleras, mantas y calzado) que suele hacer alarde de haber vivido con lujos en la ciudad. Tiene la habilidad fabulosa, al igual que el resto de las cotorras del cuento, de poder comunicarse en un lenguaje verbal con el resto de los animales.

## Argumento del cuento
En esta fábula, el autor comienza haciendo una larga referencia a las posibilidades y limitaciones de los animales, para comunicarse entre ellos, mientras que solo las cotorras pueden comunicarse verbalmente con todos los animales sin excepción. También hace algunas referencias de las costumbres de las cotorras en la vida real.
Misia Pepa es descrita como una cotorra famosa. Ella vive en un nido junto a otras cotorras, que constituyen una pequeña comunidad que guarda una estrecha relación metafórica con los antiguos conventillos.
La fama de Misia Pepa se debe a que ella alardea de haber vivido en la ciudad rodeada de lujos y placeres, aunque su verdadera vida en la ciudad dista mucho de haber sido lo que ella misma describe. La realidad es que Misia Pepa fue capturada cuando era pequeña, luego llevada a una pajarería y finalmente vendida a un organillero que la somete a grandes hambrunas para adiestrarla como cotorrita de la suerte.
Un día el organillero olvida de cerrar bien la jaula, Misia Pepa escapa, pero débil y sin la posibilidad de volar, es atrapada inmediatamente por una niña que vuelve a encerrarla en una jaula. Luego de ser alimentada y enseñarle a recitar versos, la cotorra es encerrada en la jaula junto a una paloma de monte agresiva llamada Juanita la cual la castiga duramente en todo momento. Misia Pepa era liberada para deambular por el patio de la casa junto a Juanita, debido a que a ambas se les había recortado las alas para que no pudieran volar.
Habiendo olvidado volver a recortar las plumas de las alas de Misia Pepa, durante uno de esos paseos por el patio, la cotorra sale volando y regresa al monte de álamos junto a las demás cotorras. Sin embargo, con sus versos aprendidos que recitaba en todo momento, sus permanentes alardes y su carácter vanidoso relacionado con la falsa vida de distinción y lujos en la ciudad, que ella pretendía hacer creer a las demás cotorras, terminó siendo repudiada por estas hasta que Misia Pepa buscó una excusa para ausentarse del nido durante el día y poder hablar hasta el agotamiento con los demás animales. Comenzó a decir que regresaría a la ciudad, trayendo regalos a aquellos animales que se mostraran agradecidos de sus atenciones. De esa manera Misia Pepa se pasaba el día entero visitando a distintos animales con el pretexto de levantar encargos y pedidos, aunque en realidad esta era una mera excusa para ausentarse del nido y poder hablar y alardear con los demás.
El engaño no tarda en descubrirse y es la paloma Juanita, ya libre, la que se encarga de revelar en parte las mentiras acerca de la vida de Misia Pepa en la ciudad.
El cuento termina con Misia Pepa huyendo con rumbo desconocido y el autor concluye con que nada más se supo de la vida de Misia Pepa.
Muy a pesar de ese final, Misia Pepa aparece como un personaje secundario en otros de los cuentos de Constancio C. Vigil que tienen a animales como protagonistas, siempre bajo el pretexto de que vá hacia la ciudad y con la falsa promesa de que traerá a su regreso lo que le es encargado.

## Análisis de la obra
Al igual que en la mayoría de las fábulas, el cuento de Misia Pepa que fue escrito en prosa con solo algunas incorporaciones en verso cuando la cotorra los repetía, los personajes principales son animales que hablan y se comportan como seres humanos. Si bien la protagonista vive diversas situaciones, el argumento principal es una historia simple con un final aleccionador o de carácter moral.

## Ediciones
El libro Misia Pepa ha sido editado en diversas oportunidades por editorial Atlántida, fundada por el mismo Constancio C. Vigil, ya sea como libro completo o en el formato de mini cuentos. La edición de 1945 fue de 10 000 ejemplares. Posteriormente el libro fue reeditado en la década de los 70 y también a mediados de los 90s  bajo el mismo sello editorial.

## Ilustraciones
En sus diversas ediciones, el cuento Misia Pepa fue ilustrado por Adduard, Federico Ribas y Hugo Csecs. La mayor cantidad de ediciones del libro entre los años 40 y 50 contaron con los dibujos de Federico Ribas.

## Segmentos del libro
El libro se compone de nueve segmentos, los cuales en ciertas ediciones antiguas fueron puestos a la venta como minicuentos.
- Loros y cotorras fueron grandes personajes
- Una cotorra famosa
- Lo que contaba Misia Pepa de su vida en la ciudad
- La verdadera vida de Misia Pepa en la ciudad
- La paloma Juanita
- Una situación difícil
- Comienzan las visitas y los encargos
- Continúan las visitas y despedidas de Misia Pepa
- El encuentro fatal

## Misia Pepa en la cultura popular
En su obra, Vigil compara metafóricamente el nido de las cotorras con el conventillo, una clase de vivienda en la que distintas personas alquilan habitaciones mientras que el sanitario, la cocina o incluso el patio es compartido en comunidad. Es un estilo de edificación típica en ciertos países de América del Sur donde también recibe el nombre de inquilinato o vecindad. El entrenamiento de las cotorras para que puedan repetir ciertas frases o incluso canciones o versos completos se pone de manifiesto también en el cuento, donde era común que las cotorras o incluso los monos capuchinos fueran la atracción principal de los músicos ambulantes conocidos como organilleros.
El personaje de Misia Pepa es un personaje recurrente en varios de los cuentos de Vigil al que los protagonistas principales acuden para solicitarle algún servicio u objeto necesario ante la constante manifestación de la cotorra de su eminente viaje a la ciudad. Es así como ella aparece en otros cuentos como Juan Pirincho, El casamiento de la comadreja o dentro de la revista Billiken interactuando a veces junto al Mono Relojero y a la Hormiguita Viajera  con los cuales constituye una tríada de los personajes más populares de Vigil. Dentro de Billiken, Misia Pepa era dibujada por Fernández Branca con guiones de Enrique Pinti. También bajo la autoría de Pinti el cuento fue adaptado como obra de teatro en alguna ocasión.
Varios establecimientos llevan el nombre de Misia Pepa, entre ellos algunos comercios y jardines de infantes.
En la plaza Constancio Vigil en la localidad de Rocha, Uruguay, en septiembre de 2021 se llevó a cabo un evento cultural dedicado a la música infantil organizado a través del Ministerio de Cultura. Durante el evento se homenageó a Vigil inaugurando en la plaza, las estatuas del mono relojero, la hormiguita viajera y Misia Pepa.
En 1947, el compositor argentino Honorio Siccardi crea una serie de piezas infantiles para piano. Entre ellas se encuentra Misia Pepa, la cual está dedicada a Constancio C. Vigil. La obra refleja el interés de Siccardí por la música, la pedagógica y el público infantil.